# プロテウス (給炭艦)
|          |                                                       |
| 艦歴     |                                                       |
| 発注     |                                                       |
| 起工     | 1911年10月31日                                        |
| 進水     | 1912年9月14日                                         |
| 就役     | 1913年7月9日                                          |
| 退役     | 1924年3月25日                                         |
| その後   | 1941年3月8日に売却 1941年11月23日以降に行方不明となる |
| 除籍     | 1940年12月5日                                         |
| 性能諸元 |                                                       |
| 排水量   | 19,000トン                                            |
| 全長     | 522ft (159.1m)                                        |
| 全幅     | 63ft (19.2m)                                          |
| 吃水     | 27ft 8in (8.43m)                                      |
| 機関     |                                                       |
| 最大速   | 15ノット                                              |
| 乗員     | 158名                                                 |
| 兵装     | 4ポンド砲4門                                          |

プロテウス (USS Proteus, AC-9) は、アメリカ海軍の給炭艦。プロテウス級給炭艦の1番艦。

## 艦歴
プロテウスはバージニア州、ニューポート・ニューズのニューポート・ニューズ造船所で1911年10月31日に起工し、1912年9月14日に進水した。戦争の脅威が差し迫る1913年7月9日に、ロバート・J・イーストン艦長の指揮下就役した。
艤装および整調後、プロテウスは1913年11月11日にバージニア州、ノーフォークを出航し、ベラクルスへの巡航を行う。これは4度の巡航の最初で、メキシコ水域に派遣された大西洋艦隊の戦艦および巡洋艦に燃料を補給する任務のためであった。1914年12月17日、プロテウスは乗客、燃料および物資を搭載してハンプトン・ローズを出航、フィリピンに向かった。プロテウスは同年8月4日に燃料補給任務を完了した。
1914年9月25日にノーフォークを出航し、プロテウスは石炭、石油、兵員および物資をリオデジャネイロ、モンテビデオの大西洋艦隊に運んだ。海軍海外輸送部に配属されると、続く数年間をノーフォーク、ボストン、ニューヨーク間での活動に費やした。
プロテウスは1918年7月14日にニューヨークを出航しイギリス諸島へ向かい、9月19日にハンプトン・ローズへ帰還した。1918年のクリスマスイブにフランスのブレストに向けて出航し、続く6ヶ月間、ウェールズのカーディフ、バリーからブレストに向けて石炭を運搬した。
プロテウスは1919年8月6日にノーフォークへ帰還し、続く3年間の大半をノーフォークを拠点としてカリブ海の艦隊に対する補給任務で費やした。
第一次世界大戦の余波でプロテウスはカリブ海のアメリカ艦隊へ補給を行うためノーフォークから巡航した。パナマ運河を4度通過して、燃料と物資を運搬で1920年には真珠湾へ、1921年にはペルーのカヤオへ行った。
プロテウスのカリブ海への最後の補給任務は1923年4月12日にハンプトン・ローズで終了した。その後はノーフォークとロードアイランド州、メルヴィル間での任務で残りの経歴を費やした。
プロテウスは1924年3月25日にノーフォークで退役し、1940年12月5日に除籍された。プロテウスは1941年3月8日にオンタリオ州、オタワのサゲネー・ターミナルズ株式会社に売却された。
プロテウスは1941年11月23日以降に行方不明となった。ドイツのUボートがプロテウスと遭遇したという記録はない。プロテウスの乗組員が刻まれた記念碑が英連邦戦死者墓地委員会によってハリファックスに建立されている。
興味深いことにプロテウスの3隻の姉妹艦の内、サイクロプスとネレウスの2隻は、第一次世界大戦および第二次世界大戦中にプロテウスと同様の任務中、バミューダトライアングルにおいて行方不明となっている。もう1隻の姉妹艦ジュピターは改装を受けアメリカ海軍初の航空母艦のラングレー (CV-1)として就役した。